# Steffen Görmer
Steffen Görmer (* 28. Juli 1968 in Merseburg) ist ein ehemaliger deutscher Leichtathlet und Bobfahrer, der 1998 Europameister im Viererbob war.

## Leichtathletik
Görmer war von 1984 bis 1990 beim SC Chemie Halle und danach beim Nachfolgeverein SV Halle. Görmer siegte viermal bei DDR-Meisterschaften. In der Halle gewann er 1989 über 60 Meter und über 100 Yards, 1990 siegte er erneut über 60 Meter. Bei den letzten DDR-Meisterschaften im Freien gewann Görmer 1990 im 100-Meter-Lauf. 1991 hinter Steffen Bringmann und 1993 hinter Marc Blume war er Zweiter über 100 Meter bei den Deutschen Meisterschaften, 1992 siegte er in der Halle über 60 Meter.
Görmer startete als Leichtathlet elfmal international für die DDR und neunmal für Deutschland. Bei den Europameisterschaften 1990 in Split belegte er in windunterstützten 10,42 s den achten Platz über 100 Meter, die DDR-Staffel musste nach Stabverlust aufgeben. Ein Jahr später wurde die deutsche Staffel bei den Weltmeisterschaften 1991 in Tokio disqualifiziert. Bei den Weltmeisterschaften 1993 in Stuttgart belegten Marc Blume, Robert Kurnicki, Michael Huke und Steffen Görmer den sechsten Platz. Ebenfalls den sechsten Platz erreichte die deutsche Staffel mit Holger Blume, Görmer, Huke und Marc Blume bei den Europameisterschaften 1994 in Helsinki.
Seine Bestleistung über 100 Meter von 10,28 s erreichte Görmer 1989 in Rostock und 1993 noch einmal in Rhede.

## Bobsport
Nach dem Ende seiner Leichtathletikkarriere versuchte sich der Diplom-Sportlehrer als Anschieber im Bobsport, wobei er für den BRC Riesa startete. Im Winter 1998 gehörte er zum Team des Bobpiloten Harald Czudaj. Bei den Deutschen Meisterschaften gewannen Czudaj, Torsten Voss, Görmer und Alexander Szelig den Titel im Viererbob. In der gleichen Besetzung gewann das Team auch den Titel bei den Europameisterschaften. Bei den Olympischen Spielen 1998 in Nagano erreichte Czudaj mit seiner Mannschaft den achten Platz mit 31 Hundertstelsekunden Rückstand auf die Silbermedaille, lediglich Olympiasieger Christoph Langen konnte sich mit seiner Mannschaft deutlich absetzen.